# Polo
 Denne artikel omhandler sportsgrenen Polo. For bilmodellen af samme navn, se Volkswagen Polo.
Polo (opr. tibetansk) er en holdsport til hest. Hvert hold består af fire ryttere, som med køller skal forsøge at få den lille kugle i modstandernes mål. Der spilles i indtil  8 gange 7½ minutter med tre minutters pause og ponyskift mellem omgangene. Hver gang der scores, byttes der mål.
Hestene er ikke ponyer i dansk forstand; de er større.
Polo spilledes allerede 500 f.Kr. i Persien og bredte sig hurtigt over hele Asien. Først i det 19. århundrede bragte angloindiske officerer spillet til de øvrige verdensdele.